# Afeganistão
O Afeganistão (em persa e em pastó: افغانستان; romaniz.: Afġānistān), oficialmente Emirado Islâmico do Afeganistão (em pastó: د افغانستان اسلامي امارت; Da Afġānistān Islāmī Imārāt; em persa: امارت اسلامی افغانستان; Imârat-i Islâmī-yi Afġânistân), é um país sem litoral, montanhoso, localizado no centro da Ásia, estando na encruzilhada entre o Sul da Ásia, a Ásia Central e a Ásia Ocidental. Faz fronteira com o Paquistão ao sul e ao leste, com o Irã ao oeste, com o Turcomenistão, Uzbequistão e Tajiquistão ao norte e com a China no nordeste. Ocupando 652 230 km², sendo o 41.º maior do mundo em área, o Afeganistão é predominantemente montanhoso, com planícies no norte e sudoeste. Cabul é a capital e a maior cidade, com uma população estimada em 4,6 milhões, sendo o 37.º país mais populoso do mundo, composta principalmente de etnias pastós, tajiques, hazaras e usbeques.
O território do Afeganistão foi um ponto essencial para a rota da seda e para a migração humana. Arqueólogos encontraram evidências de presença humana remontantes ao Paleolítico Médio (c. 50 000 a.C.). A civilização urbana pode ter começado entre 3 000 e 2 000 a.C. O país fica em uma localização geoestratégica importante que liga o Oriente Médio à Ásia Central e ao subcontinente indiano, tendo sido a casa de vários povos através dos tempos. A terra tem testemunhado muitas campanhas militares, desde a Antiguidade: as mais notáveis feitas por Alexandre o Grande, Chandragupta Máuria, Gêngis Cã, pela União Soviética e, mais recentemente, pelos Estados Unidos e OTAN. Também foi local de origem de várias dinastias locais como os Greco-bactrianos, Cuchanas, Safáridas, Gasnévidas, Gúridas, Timúridas, Mogóis e muitos outros que criaram seus próprios impérios.[carece de fontes?]
A história política moderna do Afeganistão começa em 1709, com a ascensão dos pastós, quando a dinastia Hotaki foi criada em Candaar, seguida por Ahmad Shah Durrani, subindo ao poder em 1747. A capital do Afeganistão foi transferida em 1776 de Candaar para Cabul e parte do Império Afegão foi cedida aos impérios vizinhos em 1893. No final do século XIX, o Afeganistão tornou-se um Estado-tampão, no Grande Jogo entre os impérios britânico e russo. Essa circunstância histórica, combinada com o terreno montanhoso do país, impediu o domínio de potências imperialistas sobre o país, mas também resultou em baixo desenvolvimento econômico. Depois da Terceira Guerra Anglo-Afegã e a assinatura do Tratado de Rawalpindi em 1919, o país recuperou o controle de sua política externa com os britânicos. Após a revolução marxista de 1978 e a invasão soviética em 1979, teve início uma guerra entre as forças governamentais apoiadas por tropas soviéticas e os rebeldes mujahidin, apoiados pelos Estados Unidos, Paquistão, Arábia Saudita e outros países muçulmanos. Nesse conflito, mais de um milhão de afegãos perderam a vida, muitos deles vítimas de minas terrestres. Após a vitória dos rebeldes, em 1992, teve início uma guerra civil, entre diversos grupos rebeldes, que foi vencida pelos talibãs. Depois dos atentados terroristas de 11 de setembro de 2001, teve início um novo conflito, decorrente da intervenção de forças norte-americanas no país. Em dezembro de 2001 o Conselho de Segurança das Nações Unidas autorizou a criação da Força Internacional de Assistência para Segurança para ajudar a manter a segurança no Afeganistão e ajudar a administração do presidente Hamid Karzai.
Enquanto a comunidade internacional está reconstruindo o Afeganistão dilacerado pela guerra, grupos terroristas como a rede Haqqani e Hezbi Islami estão ativamente envolvidos na insurgência talibã por todo o país, que inclui centenas de assassinatos e ataques suicidas. De acordo com a Organização das Nações Unidas, os insurgentes foram responsáveis por 75% das mortes de civis em 2010 e 80% em 2011.
A guerra de vinte anos entre o governo e o talibã atingiu o clímax com a ofensiva talebã em 2021, a consequente queda de Cabul, e o restabelecimento do Emirado Islâmico do Afeganistão.
As décadas de guerra fizeram do Afeganistão o país mais perigoso do mundo, incluindo o título de maior produtor de refugiados e requerentes de asilo.

## Etimologia
O nome Afeganistão (em persa: افغانستان, [avɣɒnestɒn]) significa "Terra dos Afegãos", que se origina a partir do etnônimo "afegão". Historicamente, o nome "afegão" designa as pessoas pastós, o maior grupo étnico do Afeganistão. Este nome é mencionado na forma de Abgan, no século III, pelo Império Sassânida, como Avagana (afghana), no século VI, pelo astrônomo indiano Varahimira. Um povo chamado afegão é mencionado várias vezes no século X, no livro de geografia Hudud al-'alam, principalmente quando se faz referência a uma vila: "Saul, uma agradável vila nas montanhas. Onde vivem os afegãos".
Albiruni faz referência no século XI a várias tribos nas montanhas da fronteira ocidental do rio Indo, conhecidas como montanhas Sulaiman. ibne Batuta, um famoso estudioso marroquino que visitou a região em 1333, escreve: "Nós viajámos para Cabul, antigamente uma grande cidade, o lugar agora é habitado por uma tribo de persas chamados afegãos. Eles vivem nas montanhas e desfiladeiros e possuem considerável força, e são muitas vezes salteadores. Sua principal montanha é chamada de Kuh Sulaiman".
Um importante estudioso persa do século XVI explica extensamente sobre os afegãos. Por exemplo, ele escreve:
Os homens de Cabul e Khilji voltaram para casa; e quando eles foram questionados sobre os Muçulmanos do Coistão (as montanhas) e como estavam as coisas por lá, eles disseram, "Não chame de Coistão, mas Afeganistão, pois não há nada lá além dos afegãos e os distúrbios." Assim, é evidente que, o povo do país chamam a sua casa no seu próprio idioma como Afeganistão, e se nomeavam Afegãos.— Firishta 1560-1620 d.C.
É amplamente aceito que os termos pastó e afegão são sinônimos. Nos escritos do século XVII o poeta pastó Khushal Khan Khattak é mencionado:

Puxe sua espada e mate qualquer um, que diz que pastó e afegão não são um! Os Árabes sabem e assim fazem os Romanos: afegãos são pastós, pastós são afegãos!
A última parte do nome, -istão é um sufixo persa para "lugar", proeminente em muitas línguas da região. O nome "Afeganistão" é descrito no século XVI pelo imperador mogol Babur em suas memórias e também pelo estudioso persa Firishta e os descendentes de Babur, referindo-se a tradicional étnica afegã (pastó) territórios entre as montanhas de Indocuche e o Rio Indo. No início do século XIX, Políticos afegãos decidiram por adotar o nome Afeganistão para todo o Império Afegão após sua tradução para o inglês já havia aparecido em diversos tratados com o Império Qajar e a Índia Britânica. Em 1857, na análise de John William Kaye The Afghan Warm Friedrich Engels descreve o "Afeganistão" como:
[…] um extenso país da Ásia […] entre a Pérsia e as Índias, e na outra direção entre Indocuche e o Oceano Índico. Ele anteriormente incluía as províncias persas de Coração e Coistão juntamente com Herate, Baluchistão, Caxemira, Sinde e uma considerável parte da região do Punjabe […] suas principais cidades são Cabul, a capital, Gásni, Pexauar e Candaar.
O Reino do Afeganistão foi, por vezes referido como Reino de Cabul, como mencionado pelo estadista e historiador britânico Mountstuart Elphinstone. O Afeganistão foi oficialmente reconhecido como um estado soberano pela comunidade internacional após a assinatura do Tratado de Rawalpindi em 1919.

## História

Expansão do califado

Os vestígios de povoamento humano no que hoje é o Afeganistão remontam a pelo menos 50 000 anos. Assentos permanentes emergiram na região há cerca de 9 mil anos atrás, evoluindo gradualmente à Civilização do Vale do Indo (Xortugai), a Civilização do Oxo (Dasliji) e a Civilização de Helmande (Mundigaque) no terceiro milênio antes de Cristo. Os povos indo-arianos migraram pela região da Báctria-Margiana para Gandara, seguidos pelo surgimento da Cultura de Iaz da Idade do Ferro (c. 1500–1100 a.C.), que tem sido intimamente associada à cultura retratada no Avestá, os antigos textos religiosos do Zoroastrismo. A região, então conhecida como "Ariana", caiu perante os Persas Aquemênidas no século VI a.C., que conquistou as áreas a leste até além do Rio Indo. O macedônio Alexandre o Grande invadiu a região no século IV a.C. e se casou com Roxana em Báctria antes de invadir o vale do Rio Cabul, de onde ele enfrentou resistência das tribos aspásios. O Reino Greco-Báctrio se tornou o canto mais a leste do Mundo Helênico. Após a conquista pelos indianos do Império Máuria, o budismo e o hinduísmo floresceram na região por séculos. O imperador Canisca I, do Império Cuchana, que governou de suas capitais gêmeas de Capisa e Purusapura, desempenhou um papel importante na disseminação do budismo Maaiana à China e a Ásia Central. Várias outras dinastias budistas se originaram nesta região também, incluindo os quidaritas, heftalitas, alconitas, nezaques, zambis e xaís turcos.

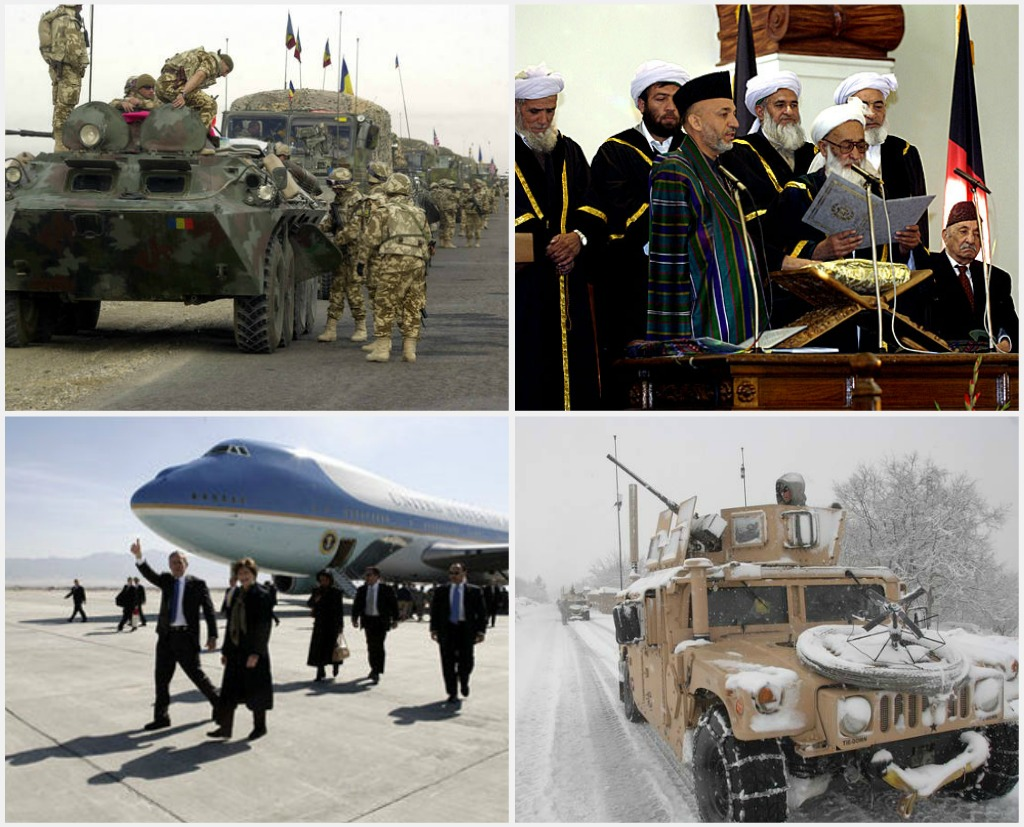
2003–2008

Os muçulmanos levaram o islã para Herate e Zaranje, controlados pelos Sassânidas, em meados do século VII, enquanto a islamização mais completa foi alcançada entre os séculos IX e XII sob as dinastias Safárida, Samânida, Gasnévida e Gúrida. Partes da região foram posteriormente governadas pelos impérios Corásmio, Calji, Timúrida, Lodi, Sur, Mogal e Safávida. A história política do moderno estado afegão começou com o Império Hotaqui, cujo fundador Miruais Cã declarou o sul do Afeganistão independente em 1709. Em 1747, Amade Xá Durrani estabeleceu o Império Durrani com sua capital em Candaar. Em 1776, a capital Durrani foi transferida para Cabul, enquanto Pexauar se tornou a capital de inverno até que esta caiu em batalha para os Siques em 1823. No final do século XIX, o Afeganistão tornou-se um Estado-tampão no "Grande Jogo" entre os impérios Britânico e Russo.
Na Primeira Guerra Anglo-Afegã, de 1839 a 1842, tropas britânicas, vindas da Índia, tomaram o controle do Afeganistão, mas acabaram sendo derrotados decisivamente. Após a Terceira Guerra Anglo-Afegã de 1919, o país conseguiu se tornar independente da influência estrangeira. Em 1926, o Afeganistão se tornou uma monarquia sob comando de Amanulá Cã. Contudo, em 1973, o rei Zair foi derrubado e uma república de partido único foi estabelecida. Em 1978, após um segundo golpe de estado, o Afeganistão se tornou um Estado socialista, que levou a nação a passar boa parte da década de 1980 envolvido na Guerra Afegã-Soviética contra os rebeldes mujahidins. Em 1996, a maior parte do país havia sido tomado por fundamentalistas do grupo Talibã, que estabeleceram um regime totalitarista radical; eles foram derrubados do poder na invasão dos Estados Unidos em 2001, mas mantiveram controle e influência sob boa parte do país, especialmente nas zonas rurais e montanhosas. A guerra civil no país continuou entre o novo governo afegão e os insurgentes talibãs, que resultou em mais de 150 mil mortos, atrocidades, atentados terroristas, torturas, sequestros e assassinatos. Como a nova república afegã dependia imensamente da ajuda econômica e militar dos americanos, quando os Estados Unidos começou a se retirar em 2020, o exército afegão entrou em colapso e o governo central começou a ruir.
Em maio de 2021, o Talibã iniciou uma grande ofensiva generalizada e em poucos meses dominou a maioria dos distritos do país. Em agosto daquele ano, eles entraram na capital Cabul, completando o colapso da república afegã.

## Geografia

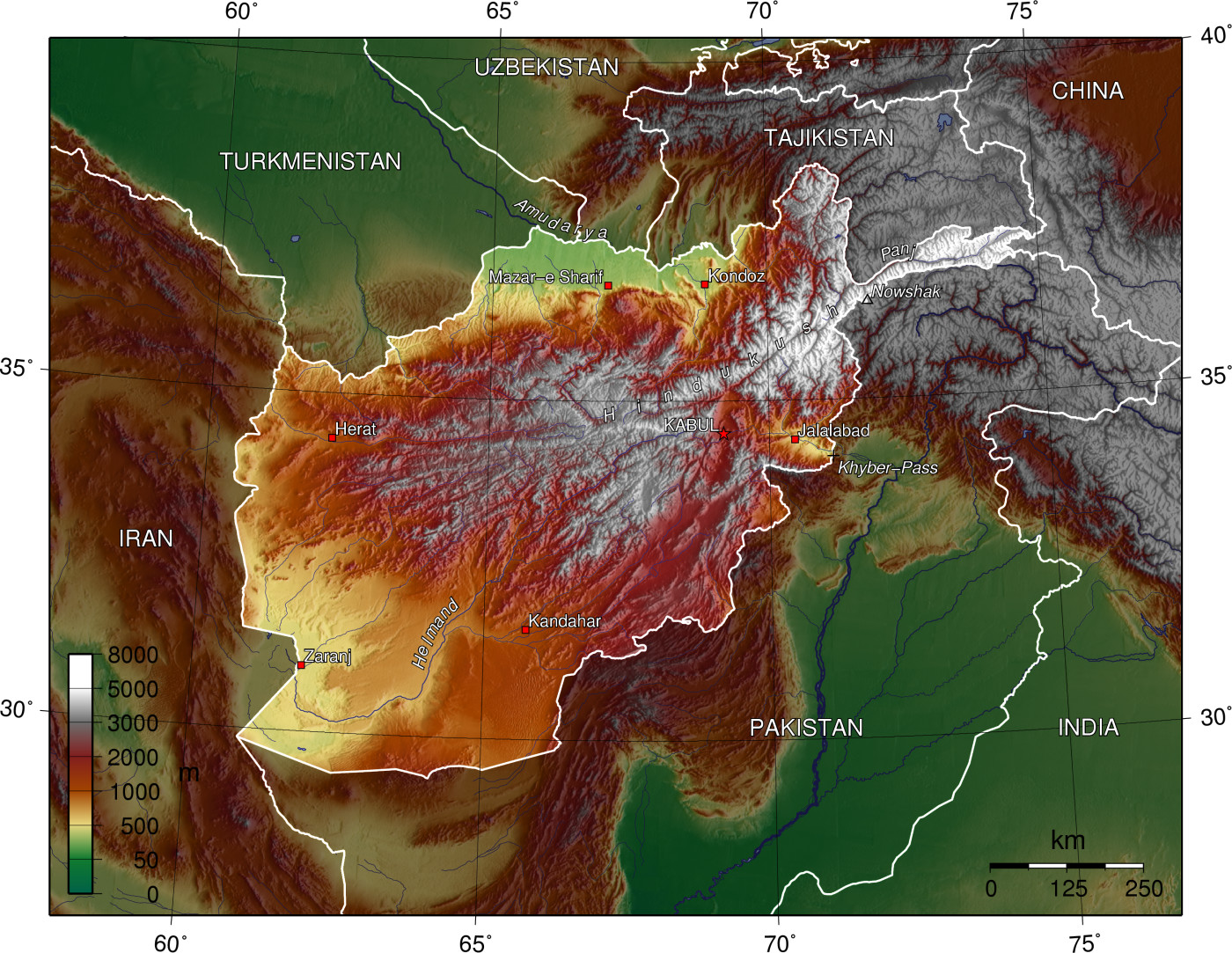
Mapa topográfico do Afeganistão

O Afeganistão é um país ao meio de um enclave montanhoso, com planícies a norte e sudoeste, localizado no sul da Ásia ou na Ásia Central. Faz parte do Grande Oriente Médio no mundo islâmico e fica entre as latitudes 29 N e 39 N e longitudes 60 E e 75 E. O ponto mais alto do país é Noshaq com 7 492 m acima do nível do mar.
Apesar de ter numerosos rios e reservatórios, grande parte do país está seco. A bacia endorreica de Sistan é uma das regiões mais secas do mundo. Além da chuva habitual que cai no Afeganistão, o país recebe neve durante o inverno no Indocuche e nas Montanhas Pamir, posteriormente, o derretimento dessa neve na primavera entra nos rios, lagos e riachos. No entanto dois terços da água do país flui para os países vizinhos do Irã, Paquistão e Turcomenistão. Em 2010, o Estado necessitava de mais de dois bilhões de dólares para reabilitar os sistemas de irrigação, de modo que o abastecimento de água pudesse ser gerido corretamente.
Ao nordeste da cordilheira de Indocuche e em torno da Província de Badakhshan, existe uma área geologicamente ativa em que ocorrem fortes sismos, quase todos os anos. Eles podem ser mortais e destrutivos, por vezes, causando deslizamento de terra e no inverno avalanchas. Os últimos fortes terremotos ocorreram em 1998, em Badakhshan perto do Tajiquistão, matando 6 mil pessoas. Isto foi seguido pelos terremotos de 2002 em Indocuche, no qual mais de 150 pessoas morreram em vários países da região, e mais de mil ficaram feridos. O terremoto de 2010 deixou 11 afegãos mortos, mais de 70 feridos, e 2 mil casas destruídas.[carece de fontes?]
Os principais recursos naturais do país são: carvão mineral, cobre, minério de ferro, lítio, urânio, terra-rara, cromita, ouro, zinco, talco, barita, enxofre, chumbo, mármore, pedras preciosas e semipreciosas, gás natural, petróleo, entre outras coisas. Em 2010, funcionários do Estados Unidos e Afeganistão estimaram que os depósitos minerais inexplorados localizados, em 2007, pelo Serviço Geológico dos Estados Unidos valem entre US$ 900 bilhões e US$ 3 trilhões.
Tem 652 230 km² de área, sendo então o 41° maior país do mundo, pouco maior que a França e menor que Myanmar. Faz fronteira com o Paquistão no sul e no leste, o Irã a oeste, Turcomenistão, Uzbequistão e Tajiquistão no norte, e a China no extremo oriente.

### Clima
O Afeganistão tem um clima continental com verões quentes e secos (apenas no extremo sudeste as monções trazem chuva) e invernos muito frios. Os ventos de oeste do inverno geralmente trazem chuvas moderadas. No inverno, devido à alta altitude do país, especialmente no norte, a queda de neve pode ocasionalmente atingir os vales. Climaticamente, o sul do país já pertence aos subtrópicos mais quentes, onde o cultivo de tamareiras é possível, enquanto o norte pertence à zona mais temperada. Em 2000, metade da população sofreu com uma das secas severas que ocorrem com frequência. Essas secas podem se tornar mais frequentes no futuro; o aquecimento global pode levar a menos chuvas, especialmente no inverno e na primavera (→ clima mais árido). No sudeste afetado pelas monções, por outro lado, espera-se que as quantidades de precipitação variem mais no verão; o aquecimento adicional da atmosfera também tornará o sistema de monções indiano mais instável. A agricultura (na qual muitos afegãos trabalham) pode ser particularmente afetada negativamente.
| Localização | Janeiro      | Julho         |
| ----------- | ------------ | ------------- |
| Herate      | 9 °C / −3 °C | 37 °C / 21 °C |
| Cabul       | 5 °C / −7 °C | 32 °C / 15 °C |
| Candaar     | 12 °C / 0 °C | 40 °C / 23 °C |

É mais frio nas montanhas e terras altas ao redor desses lugares; de acordo com a fórmula da altitude, a temperatura do ar normalmente cai 0,65 °C a cada 100 m de altitude.

## Demografia

Pirâmide etária do país em 2015

Com a capital em Cabul e uma área de 647 500 km²; e 32 milhões de habitantes (46 hab./km²), o Afeganistão é um dos países mais pobres e inóspitos do mundo. A instabilidade política e os conflitos internos arruinaram a sua já débil economia e infraestruturas a tal ponto que um terço da população afegã abandonou o país.[carece de fontes?]
Segundo uma estimativa de 2006, a população cresce 2,67% ao ano. O índice de natalidade é de 46,6 por mil habitantes, enquanto o índice de mortalidade é 20,34 por mil habitantes. A taxa de mortalidade infantil é de 160,23 mortes por mil nascimentos. A expectativa de vida é de 43,34 anos.[carece de fontes?]
Em 2001, o país tinha diferentes grupos étnicos. Os pastós, que tradicionalmente dominaram o país, eram 52 por cento da população; os hazaras eram 19 por cento; os tajiques, que habitavam a porção mais ao norte, eram 21 por cento; os uzbeques, que também habitavam no norte, eram 5 por cento.

### Religião
Mais de 99% da população afegã é muçulmana. Cerca de 80 a 85% destes são seguidores do ramo sunita, e entre 15 a 20% são seguidores do ramo xiita, ramo do islamismo predominante entre os hazaras. Há, ainda, outros 3% de muçulmanos não confessionais. Até a década de 1890, a região em torno de Nuristão era conhecida como Cafiristão (terra dos cafires ou cafir (incrédulos)), por causa de seus habitantes não muçulmanos, o nuristanis, um povo etnicamente distinto cujas práticas religiosas incluíam o animismo, politeísmo e xamanismo. Há pequenas minorias de cristãos, budistas, parsis, sikhs e hindus.
O Afeganistão é um dos vários países islâmicos que prevê a pena de morte por apostasia ou blasfémia.

### Criminalidade
O crime está presente em várias formas. As formas de criminalidade incluem o narcotráfico, o branqueamento de capitais, fraude, corrupção, etc.[carece de fontes?]
O Afeganistão é o maior produtor mundial de ópio. De 80 a 90% da heroína consumida na Europa provêm de ópio produzido no Afeganistão. O tráfico de ópio tornou-se um importante negócio ilegal no Afeganistão desde a queda do regime talibã, em 2001. De acordo com um inquérito realizado em 2007 pelo Escritório das Nações Unidas contra a Droga e o Crime (UNODC), 93% dos opiáceos no mercado mundial tiveram origem no Afeganistão.[carece de fontes?]
Outras formas de criminalidade incluem roubo, bem como sequestros e assaltos.[carece de fontes?]

## Política

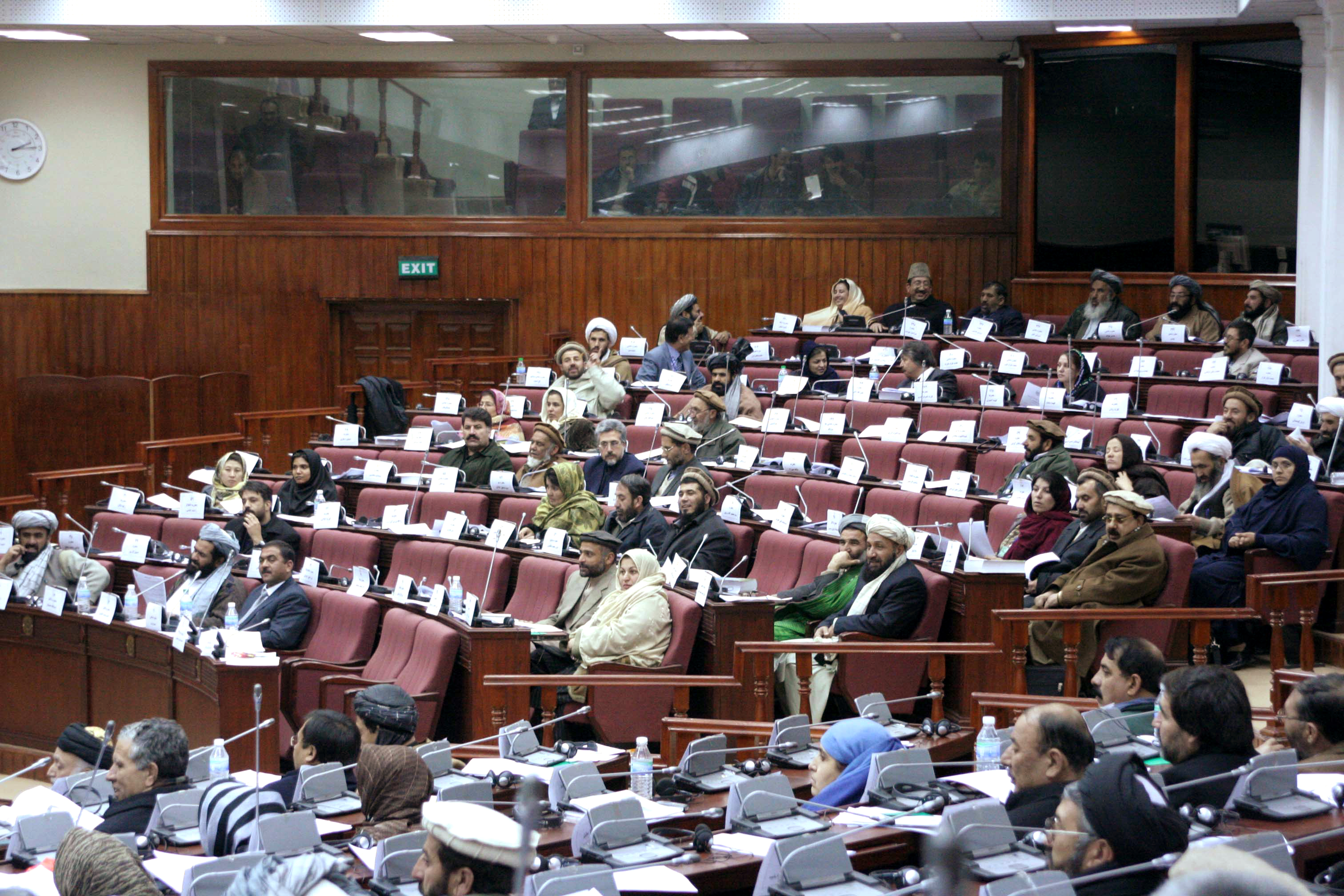
A antiga Assembleia Nacional do Afeganistão

Após o colapso da República Islâmica do Afeganistão como consequência da ofensiva talibã de 2021, as autoridades talibãs declararam o Emirado Islâmico como o novo governo nacional, o estabelecendo em setembro de 2021. Nenhum outro país reconheceria formalmente o Emirado Islâmico como o governo “de jure” do Afeganistão.
Um instrumento tradicional de governança no Afeganistão é a loya jirga (grande assembleia), um grupo consultivo pastó que é organizado principalmente para escolher um novo chefe de Estado, que serve para adotar uma nova constituição ou para resolver questões nacionais ou regionais, como a guerra. Loya jirgas são realizadas desde 1747, com o mais recentemente acontecendo em agosto de 2020.
Em setembro de 2021, o Talibã estabeleceu formalmente um novo governo mais permanente, composto inteiramente por homens, revertendo várias liberdades que as mulheres tinham, como participar da vida política nacional. Jornalistas e ativistas de direitos humanos, principalmente mulheres, protestaram em Herate e Cabul, pedindo que as mulheres fossem incluídas no gabinete de governo. Entre algumas das medidas tomadas estava a extinção do Ministério de Assuntos da Mulher. Em 23 de março de 2022, houve relatos de que uma mudança no gabinete estava em andamento quando outra reunião do Conselho de Liderança foi realizada em Kandahar pela segunda vez desde que o Movimento Islâmico Talibã chegou ao poder, como forma de obter reconhecimento internacional. A última reunião do Conselho de Liderança foi realizada de 28 de agosto a 30 de agosto de 2021.
Hibatullah Akhundzada, líder do Talibã, é o atual emir, na função de Chefe de Estado supremo. Mohammad Hassan Akhund foi nomeado como chefe de governo na função de primeiro-ministro, com Sirajuddin Haqqani e Mullah Yaqoob assumindo posições de destaque dentro do governo.

### Direitos humanos
A Amnistia Internacional tem documentado tortura e maus tratos em numerosas instalações de detenção no Afeganistão. Jornalistas foram presos, espancados ou mortos. A pena de morte é muitas vezes aplicada. Muitas crianças sofrem casamentos forçados e a violência doméstica é generalizada.
Há também abuso infantil e abuso sexual de crianças através da prática dos bacha bazi.
Até à data, os hazaras no Afeganistão são discriminados e perseguidos.
De acordo com a ONG Global Rights, cerca de 90% das mulheres afegãs sofrem abusos físicos e sexuais abuso psicológico e casamentos forçados, habitualmente ás mãos da própria família.
Em 2012, o Afeganistão registou 240 casos de crimes de "honra", muito embora se acredite que o número real de casos é muito maior. Destes crimes reportados, 21% foram cometidos pelos maridos das vítimas, 7% pelos seus irmãos, 4% pelos pais e os restantes por outros familiares. A Comissão Independente dos Direitos Humanos do Afeganistão (AIHRC) chegou também á conclusão de que 15% dos crimes de "honra" e violações foram cometidos por policiais afegãos. A AIHRC também afirmou que as instituições judiciárias culpam as vítimas de violação pelo crime e as condenam como castigo.
Apesar dos testes de virgindade terem sido proibidos em 2016, continuam a ser efectuados, e caso o resultado não seja o que se espera, as mulheres afegãs podem ser presas ou executadas.

### Símbolos nacionais
A bandeira nacional do Afeganistão é a bandeira usada pelo grupo Talibã, que trocou a antiga bandeira do país pela bandeira do grupo.
O emblema tem aparecido de alguma forma sobre a bandeira do Afeganistão desde o início da nação. A mais notável ausência foi durante a década de 1980 quando um regime comunista dominou o país, e nos finais dos anos 1990, durante o Estado do Talibã.[carece de fontes?]
A mais recente alteração do emblema foi a inserção da inscrição das shahada em árabe no topo do mesmo. Abaixo, está uma imagem de uma mesquita com um mehrab que se confronta com um local de oração em Meca. Anexa à mesquita estão duas bandeiras, tomadas de posição das bandeiras do Afeganistão. Abaixo da mesquita encontra-se uma inscrição que indica o nome da nação. Em torno da mesquita está uma grinalda vegetal.[carece de fontes?]
"Sorud-e Melli" (em persa: سرودی ملی, hino nacional) é o hino nacional, adoptado em 2006. De acordo com o artigo 20 da constituição do Afeganistão: "O hino nacional deverá ser em pastó e terá a menção "Alá é o maior", assim como os nomes das etnias do Afeganistão".

## Subdivisões
O Afeganistão está dividido em 34 vilaietes (ولايت) ou províncias, as quais são divididas em distritos (em pastó: ولسوالۍ; romaniz.: wuləswāləi).[carece de fontes?]
| N.º | ISO 3166-2:AF | Província  |
| --- | ------------- | ---------- |
| 01  | AF-BDS        | Badaquexão |
| 02  | AF-BDG        | Badghis    |
| 03  | AF-BGL        | Baghlan    |
| 04  | AF-BAL        | Bactro     |
| 05  | AF-BAM        | Bamiã      |
| 06  | AF-DAY        | Daikondi   |
| 07  | AF-FRA        | Farāh      |
| 08  | AF-FYB        | Fariabe    |
| 09  | AF-GHA        | Gásni      |
| 10  | AF-GHO        | Ghowr      |
| 11  | AF-HEL        | Helmande   |
| 12  | AF-HER        | Herate     |

| N.º | ISO 3166-2:AF | Província       |
| --- | ------------- | --------------- |
| 13  | AF-JOW        | Josjã           |
| 14  | AF-KAB        | Cabul           |
| 15  | AF-KAN        | Candaar         |
| 16  | AF-KAP        | Kapisa          |
| 17  | AF-KHO        | Khost (Khowst)  |
| 18  | AF-KNR        | Kunar (Konar)   |
| 19  | AF-KDZ        | Konduz (Kunduz) |
| 20  | AF-LAG        | Laguemã         |
| 21  | AF-LOW        | Logar           |
| 22  | AF-NAN        | Nangarhar       |
| 23  | AF-NIM        | Nimruz          |

| N.º | ISO 3166-2:AF | Província              |
| --- | ------------- | ---------------------- |
| 24  | AF-NUR        | Nuristão               |
| 25  | AF-ORU        | Oruzgan (Urūzgān)      |
| 26  | AF-PIA        | Paktia                 |
| 27  | AF-PKA        | Paktika                |
| 28  | AF-PAN        | Panjshir               |
| 29  | AF-PAR        | Parwan                 |
| 30  | AF-SAM        | Samangan               |
| 31  | AF-SAR        | Sar-e Pol              |
| 32  | AF-TAK        | Takhar                 |
| 33  | AF-WAR        | Maydan-Wardak (Wardag) |
| 34  | AF-ZAB        | Zabol (Zābul)          |

## Economia

Principais produtos de exportação do Afeganistão em 2019

O Afeganistão é um país extremamente pobre, com índice de desenvolvimento baixo e altos níveis de violência e desnutrição infantil. Muito dependente da agricultura (principalmente da papoula, matéria-prima do ópio) e da criação de gado. A economia sofreu fortemente com a recente agitação política e militar, e uma severa seca veio se juntar às dificuldades da nação entre 1998 e 2001. A maior parte da população continua a ter alimentação, vestuário, alojamento e cuidados de saúde insuficientes, e estes problemas são agravados pelas operações militares e pela incerteza política. A inflação continua a ser um problema sério.[carece de fontes?]
Depois do ataque da coligação liderada pelos Estados Unidos que levou à derrota dos Talibã em Novembro de 2001 e à formação da Autoridade Afegã Interina (AAI) resultante do acordo de Bona de Dezembro de 2001, os esforços internacionais para reconstruir o Afeganistão foram o tema da Conferência de Doadores de Tóquio para a Reconstrução do Afeganistão em Janeiro de 2002, onde foram atribuídos 4,5 bilhões de dólares a um fundo a ser administrado pelo Banco Mundial. As áreas prioritárias de reconstrução são: a construção de instalações de educação, saúde e saneamento, o aumento das capacidades de administração, o desenvolvimento de setores agrícolas e o de reconstrução das ligações rodoviárias, energéticas e de telecomunicações. Dois terços da população vivem com menos de dois dólares por dia. A taxa de mortalidade infantil é de 160,23 por mil nascimentos.[carece de fontes?]

## Infraestrutura

### Educação

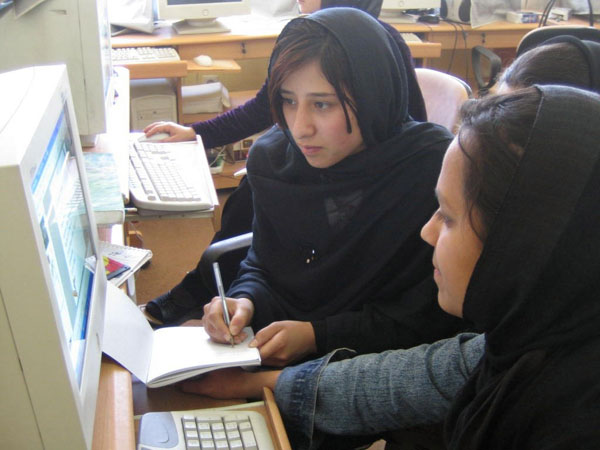
Estudantes de uma escola feminina no Afeganistão em 2005

A partir de 2006 mais de quatro milhões de estudantes de ambos os sexos estavam matriculados em escolas por todo o país. No entanto, ainda existem obstáculos significativos à educação no Afeganistão, decorrentes da falta de financiamento, edifícios escolares inseguros e normas culturais. A falta de professoras é uma questão que diz respeito a alguns pais afegãos, especialmente em áreas mais conservadoras. Alguns pais ainda não permitem que as suas filhas sejam ensinadas por homens.[carece de fontes?]
A taxa de alfabetização está estimada (em 1999) em 36% — 51% para o sexo masculino e 21% para o feminino. Existem 9,5 mil escolas no país.[carece de fontes?]
Outro aspecto da educação que está mudando rapidamente no Afeganistão é o ensino superior. Após a queda do regime talibã, a Universidade de Cabul foi reaberta para estudantes de ambos os sexos. Em 2006, a Universidade Americana do Afeganistão também abriu suas portas, com o objectivo de proporcionar um mundo de classe, Inglês como língua, a coaprendizagem ambiente educacional no Afeganistão. A universidade aceita alunos provenientes do Afeganistão e os países vizinhos. Na Universidade de Balkh, localizada em Mazar-i-Sharif, um novo edifício foi projetado para a faculdade de engenharia em 2015. A obra, financiada pelo governo da Alemanha através do Banco KfW IPEX [en], foi orçada em 3,4 milhões de euros, com capacidade para 720 alunos dos departamentos de construção ferroviária, canalização, eletricidade, construção de estradas e engenharia civil.

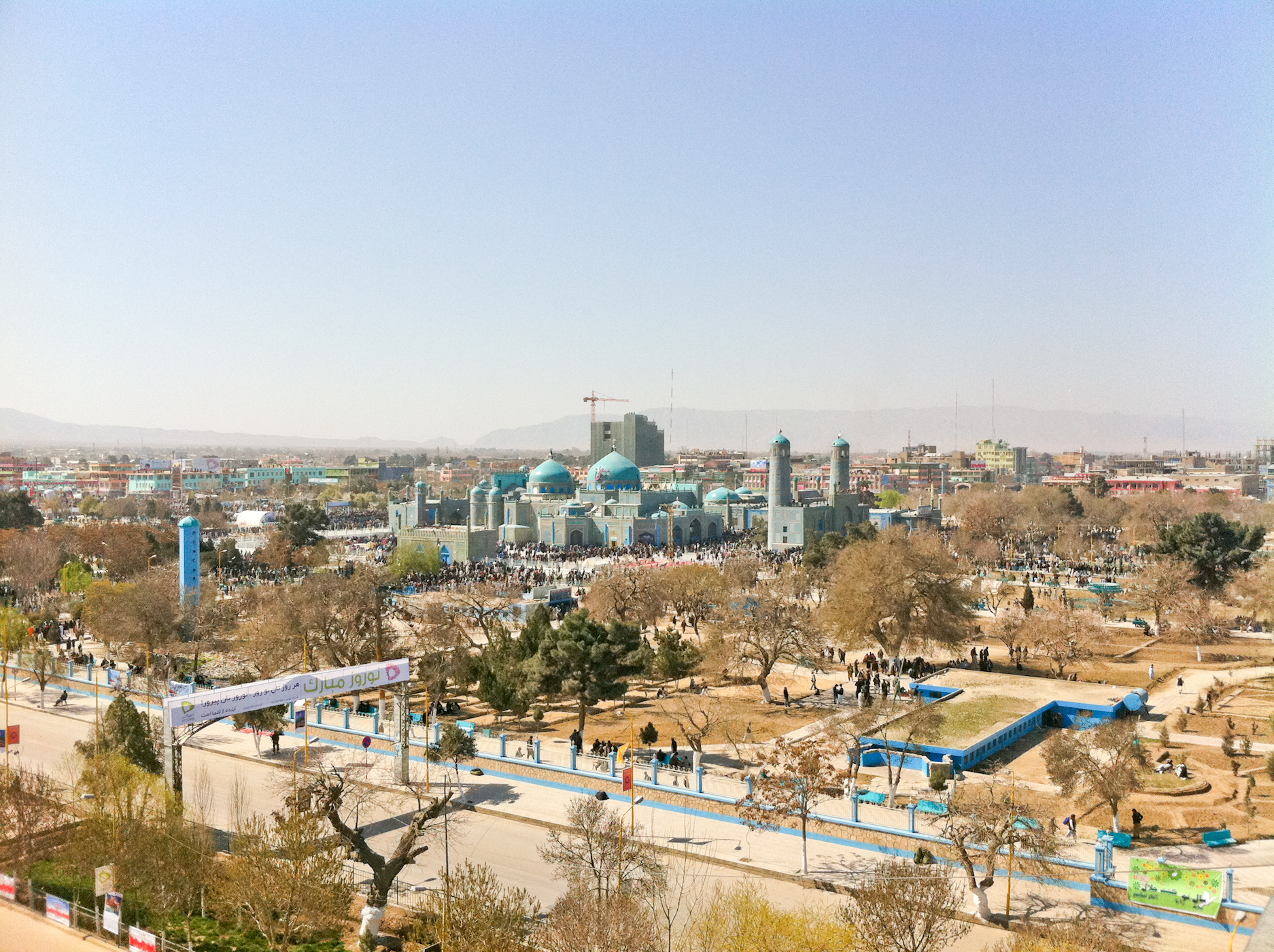
Noruz em Mazar-i-Sharif

### Transportes
A rede rodoviária está atualmente sendo reconstruída e também está sendo ampliada. A chamada estrada do anel, a principal artéria do país, que interliga cerca de 60% da população, foi restaurada. Em 2007, 715 km de estrada já haviam sido renovadas. No entanto, a conclusão do último trecho de 400 km de extensão, que acabaria com a última lacuna no noroeste do país, está atrasada devido à precária situação de segurança local. Além disso, mais de 800 km de estradas secundárias foram renovados ou recém-criados em meados de 2007. A rede rodoviária toda é composta de 42 150 km, dos quais 12 350 km são pavimentados.
O rio Amu Dária, situado na fronteira, bem como o rio Panj são obstáculos naturais ao transporte terrestre para o Uzbequistão e o Tajiquistão, pois existem apenas algumas pontes sobre esses dois rios. Além disso, em alguns locais há um alto risco de minas e muitas estradas são frequentemente inundadas, dependendo da estação. Aplicam-se, no Afeganistão, os regulamentos de tráfego rodoviário da RDA.
Existem mais de 60 aeroportos no Afeganistão, a maioria dos quais são simples pistas de cascalho. Os aeroportos maiores existem apenas em algumas cidades e são predominantemente usados pela Força Aérea dos Estados Unidos para fins militares. A maior aeroporto do país é o Aeroporto Internacional de Cabul. Mais de uma dúzia de companhias aéreas voam para destinos no Afeganistão, sendo que as principais companhias aéreas afegãs são a Ariana Afghan Airlines, a Kam Air e a Pamir Airways.

## Cultura

### Esportes
O Afeganistão participou das Olimpíadas treze vezes desde 1936. Suas únicas medalhas foram dois bronzes, por intermédio do atleta Rohullah Nikpai, no taekwondo.
O esporte nacional do Afeganistão é o buzkashi, onde os atletas a cavalo tentam levar a carcaça de uma cabra ou bezerro à linha de chegada. Outros esportes populares incluem o futebol e críquete. A seleção masculina afegã de futebol não teve destaque em torneios internacionais. Ela foi classificada na 153ª posição no ranking da FIFA em agosto de 2021. Por outro lado, a seleção feminina afegã, de futebol, foi classificada na 152.ª posição no ranking da FIFA nesta mesma data. O críquete, por outro lado, foi trazido por refugiados afegãos depois de voltarem do Paquistão para seu país.